# Hanan Tarq
Hanan Tariq (Amharic ሃናን ታሪቅ; sinh 30 tháng 6 năm 1994) là một nữ diễn viên Ethiopia.

## Tuổi thơ và sự nghiệp
Hanan Tariq được sinh ra ở Addis Ababa, Ethiopia, có cha là người Yemen và mẹ là người Ethiopia.
Cô đã giành chiến thắng trong một cuộc thi người mẫu ở trường trung học và làm công việc nhỏ trên màn hình với vai người Ả Rập. Tác phẩm này đã khiến cô được đạo diễn Ermias Tadesse chú ý và sau đó được chọn vào bộ phim đầu tiên. Cô làm việc trong những bộ phim đáng chú ý như Yefikir Kal đóng vai "Sara". Được nuôi dưỡng bởi bà ngoại, cô đã tin rằng mình đã ảnh hưởng đến tình yêu phim ảnh.

## Cuộc sống cá nhân
Hanan kết hôn với bạn trai lâu năm, Melak Brehan, vào mùa xuân năm 2017. Cô có một con trai, Christian (sinh tháng 12 năm 2017) tại Thụy Điển. Điều lưu ý là cô đã dành phần lớn thời gian mang thai ở Ethiopia nhưng quyết định đến Thụy Điển, nơi cô có người thân để sinh con do một số đánh giá y tế mâu thuẫn mà cô đã nhận được khi còn ở Ethiopia. Cô đã trở về, cùng với gia đình, trở về Ethiopia.

## Đóng phim

### Phim ảnh
| Năm  | Tựa đề                     | Vai trò    |
| ---- | -------------------------- | ---------- |
| 2015 | Astaraki (አስአስራቂ)          |            |
| 2015 | Yewededu Semon (የወደዱ ሰሞን)  |            |
| 2015 | Yefikir Kal (የፍቅር ቃል)      | Sara       |
| 2016 | Lene Kalesh (ለኔ ካለሽ)       |            |
| 2017 | Des Sil (ደስ ሲል)            |            |
| 2018 | Arif Aychkulem (አ thuyếtፈ) | Biruktawit |

### Truyền hình
| Năm       | Tựa đề         | Vai trò | Ghi chú |
| --------- | -------------- | ------- | ------- |
| 2015-2017 | Welafen (ወላፈን) | Roza    | Mùa 1-3 |